# Грейсон Уоллер
Мэ́тью Фарре́лли (англ. Matthew Farrelly, род. 21 марта 1990, Сидней) — австралийский рестлер. В настоящее время он выступает в WWE на бренде SmackDown под именем Гре́йсон Уо́ллер (англ. Grayson Waller), где является действующим командным чемпионом WWE SmackDown с Остином Тиори.
До подписания контракта с WWE он выступал на независимой сцене под именем Мэ́тти Уо́лберг (англ. Matty Wahlberg).

## Карьера в рестлинге

### Независимая сцена (2017—2021)
15 апреля 2017 года на шоу Newcastle Pro Wrestling Фаррелли дебютировал под именем Мэтти Уолберг, проиграв СнэпЧэду. Уолберг вместе с Картером Димсом сформировал команду, известную как The BABES (Blonde And Blue Eyed Squad, рус. Отряд светловолосых и голубоглазых), с менеджером Харли Уандерлендом. Затем Уолберг вернулся к одиночным выступлениям и получил матч за звание чемпиона PWA в тяжелом весе против Пещерного Человека Угга, но проиграл Уггу на шоу PWA Black Label: Wahlberg Vs. Ugg в марте 2019 года. На шоу PWA Black Label: Break Their Back & Make Them Rumble Уолберг проиграл Ти Джею Перкинсу. На шоу PWA Black Label: Colosseum Уолберг выиграл турнир Colosseum 2019, победив Криса Бассо в первом раунде, Оранджа Кэссиди в полуфинале и Трэвиса Бэнкса в финале. После шоу PWA Black Label: It Started Out With A Kiss, Уолберг обратился к зрителям, сообщив, что покидает PWA.

### WWE (2021—н.в.)
14 марта 2021 года стало известно, что Фаррелли подписал контракт с WWE. 11 июня в эпизоде 205 Live он дебютировал в WWE под именем Грейсон Уоллер, победив Сунила Сингха. 28 сентября в эпизоде NXT Уоллер безуспешно бросил вызов Родерику Стронгу за титул чемпиона NXT в полутяжёлом весе. В эпизоде NXT от 9 ноября он проиграл Соло Сикоа в матче, в котором также участвовал Эл Эй Найт.
В эпизоде NXT от 23 ноября Уоллер обругал фанатов, тем самым став хилом. На NXT WarGames он объединился с Броном Брейккером, Кармело Хейсом и Тони Д’Анджело в команду 2.0, где они победили команду Black & Gold (Джонни Гаргано, Эл Эй Найт, Пит Данн и Томмасо Чиампа) в матче WarGames. В следующем эпизоде NXT Уоллер жестоко напал на Джонни Гаргано во время его прощальной речи. В эпизоде NXT от 21 декабря он напал на Декстера Люмиса после матча последнего и объявил, что развалит старый NXT один за другим, а затем столкнулся с Эй Джей Стайлзом, которого он критиковал в социальных сетях за несколько дней до этого. На NXT: New Years Evil, Стайлз снова столкнулся с Уоллером, в результате чего между ними произошла драка. На следующей неделе в эпизоде NXT от 11 января Уоллер проиграл Стайлзу. После матча на него напал вернувшийся Эл Эй Найт.

## В других медиа
В 2019 году Фаррелли появился на австралийском шоу «Последний герой: чемпионы против претендентов 2». Он участвовал в команде претендентов и привлек внимание своей откровенной личностью, по сути, играя версию своего персонажа рестлинга Мэтти Уолберга на реалити-шоу. Он выбыл из соревнования после нескольких недель пребывания на острове.
Фаррелли также снялся в эпизодической роли в сериале «Молодой Скала» в 2021 году, сыграв роль Рика Флэра.

## Титулы и достижения
- Future Wrestling Australia
  - Чемпион FWA в тяжёлом весе (1 раз)[15]
- Newcastle Pro Wrestling
  - Чемпион Newy Pro в среднем весе (1 раз)[15]
- Pro Wrestling Australia
  - Colosseum (2019)[3]
- Pro Wrestling Illustrated
  - № 439 в топ 500 рестлеров в рейтинге PWI 500 в 2021[16]
- Wrestling GO
  - Чемпион серебряной медали Wrestling GO (1 раз)[15]
- WWE
  - Мужской Iron Survivor Challenge (2022)
  - Командный чемпион WWE SmackDown (1 раз) — с Остином Тиори